# La Fita (la Baronia de Rialb)
La Fita és una muntanya de 605 metres que es troba al municipi de la Baronia de Rialb, a la comarca catalana de la Noguera.